# Гимн Танзании
Боже, благослови Африку (суахили Mungu ibariki Afrika) — государственный гимн Танзании, представляющий собой известную мелодию Еноха Сонтонги «Боже, благослови Африку» со словами, переведёнными на суахили, также являющуюся частью гимна Южной Африки и (с изменёнными словами) гимном Замбии. Был утверждён как гимн Танганьики после получения последней независимости в 1961 и после объединения с Занзибаром в Танзания в 1964 остался гимном новой страны.

## Текст гимна на суахили
Mungu ibariki Afrika

Wabariki Viongozi wake

Hekima Umoja na Amani

Hizi ni ngao zetu

Afrika na watu wake.

CHORUS:

Ibariki Afrika 

Ibariki Afrika 

Tubariki watoto wa Afrika. 

Mungu ibariki Tanzania

Dumisha uhuru na Umoja

Wake kwa Waume na Watoto

Mungu Ibariki Tanzania na watu wake. 

CHORUS:

Ibariki Tanzania 

Ibariki Tanzania 

Tubariki watoto wa Tanzania.

## Английская версия
God bless Africa

Bless its leaders

Wisdom, unity and peace

These are our shields

Africa and its people

CHORUS:

Bless Africa

Bless Africa

Bless us, the children of Africa
God bless Tanzania

Grant eternal freedom and unity

To its women, men and children

God bless Tanzania and its people

CHORUS:

Bless Tanzania

Bless Tanzania

Bless us, the children of Tanzania

## Внешние ссылки
- Страница гимна на сайте nationalanthems.info